# Wróbel (województwo wielkopolskie)
Wróbel – osada leśna w Polsce, położona w województwie wielkopolskim, w powiecie kaliskim, w gminie Brzeziny.
W latach 1975–1998 osada należała administracyjnie do województwa kaliskiego.